# Peter Karl Attenhofer
Peter Karl Attenhofer (* 17. Juni 1765 in Zurzach; † 28. Januar 1844 ebenda; heimatberechtigt in Zurzach) war ein Schweizer Politiker. Von 1803 bis 1806 war er Regierungsrat des Kantons Aargau.

## Biografie
Ab 22. März 1798, nach dem Rücktritt des letzten Landvogts während des Franzoseneinfalls, war Attenhofer Mitglied der provisorischen Regierung der Stadt Baden und der Grafschaft Baden. Knapp einen Monat später, am 19. April, folgte die Wahl in den Senat der Helvetischen Republik. Im Gegensatz zur Mehrheit der Bevölkerung wehrte er sich 1802 gegen eine Verschmelzung des Kantons Baden mit dem Kanton Aargau.
Nachdem Napoleon Bonaparte mit der Mediationsakte die Auflösung des Kantons Baden verfügt hatte, wurde Attenhofer am 26. April 1803 in die Kantonsregierung gewählt. Er übernahm das Departement für Abgaben und hatte dieses Amt bis 1806 inne. Anschliessend war er bis 1808 Appellationsrichter, danach bis 1831 Bezirksamtmann in Zurzach. Dem Grossen Rat gehörte er ununterbrochen von 1803 bis 1834 an.